# Phyllonorycter loxozona
Phyllonorycter loxozona là một loài bướm đêm thuộc họ Gracillariidae. Nó được tìm thấy ở Kenya, Nam Phi và Uganda.
Ấu trùng ăn Dombeya bagshawei, Dombeya emarginata và Dombeya rotundifolia. Chúng ăn lá nơi chúng làm tổ.